# VSCO (app)
VSCO, voorheen bekend als VSCO Cam, is een mobiele fotografie-app voor iOS- en Android-apparaten. De app is gemaakt door Joel Flory en Greg Lutze. Met de VSCO-app kunnen gebruikers foto's maken in de app en deze bewerken met behulp van vooraf ingestelde filters en bewerkingstools.

## Geschiedenis
Visual Supply Company werd in 2011 opgericht door Joel Flory en Greg Lutze in Californië. VSCO werd gelanceerd in 2012. Het haalde in mei 2014 $ 40 miljoen op van investeerders. In 2019 nam VSCO Rylo over, een videobewerkingsstartup opgericht door de oorspronkelijke ontwikkelaar van Instagram's Hyperlaps. Visual Supply Company heeft vestigingen in Oakland, Californië, waar het hoofdkantoor is gevestigd, en Chicago, Illinois. Vanaf 2018 heeft Visual Supply Company $ 90 miljoen aan financiering van investeerders en meer dan 2 miljoen betalende leden. In december 2020 verwierf VSCO de AI-aangedreven videobewerkingsapp Trash.

## Gebruik
Gebruikers moeten zich aanmelden om een account te krijgen om de app te kunnen gebruiken.
Foto's kunnen worden gemaakt of geïmporteerd uit de filmrol, evenals korte video's of geanimeerde GIF (in de app bekend als DSCO; alleen iOS). De gebruiker kan zijn foto's bewerken via verschillende vooraf ingestelde filters, of via de "toolkit"-functie die fijnere aanpassingen mogelijk maakt voor vervaging, helderheid, huidskleur, tint, scherpte, verzadiging, contrast, temperatuur, belichting en andere eigenschappen. Gebruikers hebben de mogelijkheid om hun foto's op hun profiel te plaatsen, waar ze ook bijschriften en hashtags kunnen toevoegen. Foto's kunnen ook weer worden geëxporteerd naar de filmrol of worden gedeeld met andere socialenetwerkdiensten. De gebruikers hebben ook een optie om hun eigen video's van hun filmrol te bewerken met het VSCO-jaarlidmaatschap, maar ze kunnen geen filmrolvideo's op hun account op VSCO plaatsen.
In april 2018 bereikte VSCO meer dan 30 miljoen gebruikers. JPEG- en onbewerkte afbeeldingsbestanden kunnen worden gebruikt.